# The Grand Duke
The Grand Duke (o The Statutory Duel) è la quattordicesima ed ultima Savoy Opera nata dalla collaborazione tra il librettista William Schwenck Gilbert e il compositore Arthur Sullivan. Venne presentata al Savoy Theatre il 7 marzo 1896 ed ebbe 123 repliche. La produzione si rivelò tuttavia un fallimento finanziario, tanto che fu l'ultima atto della collaborazione tra i due artisti.
Con The Grand Duke, Gilbert e Sullivan tornarono sul tema della loro prima opera, Thespis: una compagnia teatrale che acquista un potere politico.
La trama ruota intorno ad un travisamento della legge, vecchia di cento anni, che riguardava i duelli. Nel corso dell'opera il personaggio principale, Ludwig, si fidanza con quattro donne diverse.  La satira prende di mira l'avarizia delle classi ricche e della nobiltà. Ancora una volta, come in Princess Ida, The Mikado e The Gondoliers, l'ambientazione in terra straniera spinse Gilbert ad usare toni satirici particolarmente aspri e pungenti.

## L'opera
Dopo la prima, il critico del Times scrisse:
Il recensore affermò che le gag avrebbero potuto essere più divertenti se i dialoghi fossero stati accorciati. The Grand Duke è infatti più lungo di gran parte delle opere precedenti di Gilbert e Sullivan, e la maggior parte del libretto è dedicata ai dialoghi. Gilbert tagliò alcune parti dell'opera dopo la prima recita, ma le sorti dell'opera non cambiarono, tanto che The Grand Duke, tra le opere del duo, fu quella che rimase meno in cartellone dal tempo di Trial by Jury.
Ad di là dei suoi punti deboli, lo spettacolo, a confronto con i lavori precedenti di Gilbert e Sullivan, si scontrò con la trasformazione del gusto del pubblico londinese, che si era nel frattempo spostato dalle operette alle commedie musicali, che dominarono i palcoscenici londinesi nell'ultimo decennio del XIX secolo e nel primo del successivo (A Gaiety Girl del 1893, The Shop Girl del 1894, An Artist's Model del 1895, The Circus Girl del 1896 e The Geisha del 1896). 
Dopo la morte degli autori, The Grand Duke non fu più ripresa dalla D'Oyly Carte Opera Company fino al 1975 (e anche allora solo in forma di concerto) e gli allestimento ad opera di altre compagnie furono meno frequenti che per la gran parte degli altri lavori firmati da Gilbert e Sullivan.